# Columbia Plateau

Karte des Columbia Plateau

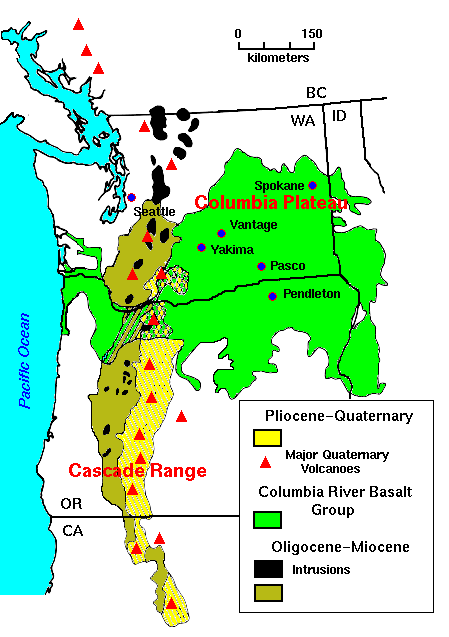
Das Columbia Plateau bedeckt große Teile des Columbia-Plateaubasalt (in der Karte grün). In Washington liegen die Städte Spokane, Yakima und Pasco und in Oregon die Stadt Pendleton auf dem Gebiet des Columbia Plateau.

Das maximal rund 720 km (N-S) mal 830 km (W-O) ausgedehnte Columbia Plateau oder Columbia Basin ist eine Hochebene der westlichen Intermontanen Plateaus, die fast vollständig in Ost-Washington und im nördlichen und zentralen Oregon liegt – mit einer Ost-Ecke, die ins nördliche Idaho hinüberreicht. Aus dem Plateau erheben sich die Blue Mountains und die Wallowa Mountains.
Das Gebiet wird von seinem hauptsächlich semiariden Klima (nach der Klimaklassifikation nach Köppen und Geiger abgekürzt „Bsk“) – mit einigen Gebieten im Bereich von Wüstenklima („BWk“) und Mittelmeerklima („Csa“ und „Csb“) – charakterisiert, was eine Strauchsteppen-Vegetation wachsen lässt.

## Geologie
Während des späten Miozäns und des frühen Pliozäns verschlang ein Trapp aus Flutbasalt etwa 160.000 km² des Pazifischen Nordwestens und schuf eine Magmatische Großprovinz. Über einen Zeitraum von vielleicht 10 … 15 Mio. Jahren strömte Lavastrom auf Lavastrom aus und bildete schließlich eine Schicht von 1,8 Kilometern Dicke. Als das geschmolzene Gestein an die Oberfläche drang, sank die Erdkruste schrittweise in den von der aufsteigenden Lava zurückgelassenen Hohlraum ein. Der Columbia-Plateaubasalt besteht aus sieben Formationen: dem Steens Basalt, dem Imnaha Basalt, dem Grande Ronde Basalt, dem Picture Gorge Basalt, dem Prineville Basalt, dem Wanapum Basalt und dem Saddle Mountains Basalt. Viele dieser Formationen sind weiter in formelle und informelle Teile und Flüsse aufgeteilt.
Die Absenkung der Erdkruste erzeugte das große, niedrige Plateau – eine große, leicht eingesenkte Lava-Ebene, gelegentlich als Columbia River Basin bezeichnet. Der prähistorische Columbia River wurde von der nordwestwärts vordringenden Lava in seinen heutigen Verlauf gezwungen. Die Lava füllte, während sie über das Gebiet floss, zunächst die Stromtäler und bildete Dämme, die ihrerseits Stauseen und Seen bildeten. Objekte, die in diesen Seen gefunden werden können, sind z. B. fossile Blattabdrücke, versteinertes Holz, fossile Insekten und fossile Knochen von Wirbeltieren.
Befunde legen nahe, dass konzentrierte Hitzequellen das Gestein nahe dem Columbia Plateau an der Basis der Lithosphäre (Erdkruste und oberer Erdmantel, welche die sich bewegenden tektonischen Platten bilden) schmolzen. Beim Versuch herauszufinden, warum dieses Gebiet fern von einer Plattengrenze derart enorme Lavaströme hervorbrachte, haben die Wissenschaftler die Daten für jeden der einzelnen Lavaflüsse ermittelt, zu denen sie aushärteten. Sie fanden heraus, dass die jüngsten vulkanischen Gesteine nahe dem Yellowstone Plateau zu finden sind und auf dem Weg nach Westen immer ältere Lava zu finden ist.
Obwohl die Wissenschaftler noch immer Beweise sammeln, bieten Hotspots eine mögliche Erklärung: extrem heiße Schlote von Material aus dem Erdmantel, das nahe dem Columbia Plateau zur Oberfläche aufsteigt. Geologen wissen, dass sich nahe Hawaii und Island eine Temperaturinstabilität an der Kern-Mantel-Grenze (aus Gründen, die noch nicht gut verstanden werden) entwickelt. Die konzentrierte Hitze erzeugt einen Schlot von hunderten von Kilometern Durchmesser, der direkt zur Erdoberfläche aufsteigt.
Die Spur dieses Hotspots beginnt im Westen und reicht bis zum Yellowstone National Park. Die dampfenden Fumarolen und explosiven Geysire sind ausreichende Beweise für die Hitzekonzentration an der Oberfläche. Der Hotspot ist stationär, aber die Nordamerikanische Platte bewegt sich über ihn hinweg und erzeugt so eine vorzügliche Aufzeichnung der Richtung und Geschwindigkeit ihrer Bewegung.

## Flora
Ein Teil des Columbia Plateaus ist mit der Ökoregion Columbia Plateau assoziiert, die Teil der Ökoregion Nearktische gemäßigte und sutropische Graslandschaften, Savannen und Strauchlandschaften des Bioms gemäßigte Graslandschaften, Savannen und Strauchlandschaften sind.

## Geographie
Zu den Städten in Washington auf dem Columbia Plateau gehören:
- Davenport
- Reardan
- Kennewick
- Moses Lake
- Pasco
- Pullman
- Richland
- Spokane
- Walla Walla
- Yakima
- Goldendale
- Deer Park

In Oregon liegen die folgenden Städte auf dem Columbia Plateau:
- Hermiston
- Hood River
- Pendleton
- The Dalles
- Milton-Freewater